# Зима, Мэйделин
Мэ́йделин Ро́уз Зи́ма (англ. Madeline Rose Zima; род. 16 сентября 1985, Нью-Хейвен, Коннектикут, США) — американская актриса, известная благодаря роли Грейс Шеффилд в 6 сезонах (1993—1999) сериала «Няня» (на котором был основан телесериал «Моя прекрасная няня» в России), роли Мии Льюис в сериале Californication (2007—2011) и роли Гретхен Берг в сериале «Герои» (2009—2010).
В 2009 году заняла 64-е место в списке «100 самых сексуальных женщин в мире» по версии журнала FHM.

## Биография
Мэйделин Зима родилась в Нью-Хейвене (штат Коннектикут) в семье Мари и Деннис Зима. У неё есть две младшие сестры: Ванесса и Ивонн, которые также являются актрисами.
Её фамилия имеет польские корни, она получила её от деда по отцовской линии, который сам был родом из Польши.
Зима начала свою карьеру в возрасте двух лет, когда она была выбрана в качестве малыша для телевизионной рекламы кондиционера для белья Downy.
Повзрослев, она играла роль Грейс Шеффилд в телесериале «Няня» в течение шести лет. Зима стала широко известна благодаря работам в таких фильмах, как «Рука, качающая колыбель», «История Золушки», «Dimples», «Looking for Sunday», «Once in a Very Blue Moon» и «Хорошенькие маленькие дьяволы».
В 2000 году исполнила роль Рэйчел Грин в фильме «Оркестр Песчаного дна», эту же роль играла её младшая сестра Ивонн в телесериале Скорая помощь с 1994 по 2000 год.
В 2007 году Зима сыграла Миа Льюис, избалованную 16-летнюю акселератку, в сериале Californication. Зима также появилась и во втором сезоне сериала в 2008 году. Для продвижения книги Мии «Fucking & Punching» (Секс и насилие) Зима снялась в нескольких видео для YouTube. В 2009 году Зима присоединилась к актёрскому составу сериала «Герои», играя Гретхен Берг, странную бисексуальную соседку Клэр Беннет и её возможную любовницу.
Зима сыграла одну из главных ролей — Джилл Чейз — в фильме 2009 года «Коллекционер».
Она сыграла одну из главных ролей в телефильме ABC Gilded Lilys, который создала Шонда Раймс.
На июнь 2012 года фильм был на стадии пост-продакшена.

## Фильмография
| Год       |     | Русское название                  | Оригинальное название                 | Роль                                     |
| --------- | --- | --------------------------------- | ------------------------------------- | ---------------------------------------- |
| 1992      | ф   | Рука, качающая колыбель           | The Hand That Rocks the Cradle        | Эмма Бартель                             |
| 1993      | с   | Закон и порядок                   | Law & Order                           | Саманта Сильвер                          |
| 1993—1999 | с   | Няня                              | The Nanny                             | Грейс Шеффилд                            |
| 1993      | ф   | Мистер няня                       | Mr. Nanny                             | Кейт Мэйсон                              |
| 1993      | кор | Последний ужин                    | The Last Supper                       | Холли                                    |
| 1996      | с   | Военно-юридическая служба         | JAG                                   | Кэйси Голд                               |
| 1997      | ф   | Пока там не было тебя             | Til There Was You                     | Гвен, девочка 12 лет                     |
| 1997      | с   | Прикосновение ангела              | Touched by an Angel                   | Александра «Элли»                        |
| 1998      | ф   | Сёстры Роуз                       | The Rose Sisters                      | в безымянной роли                        |
| 1998      | ф   | Вторые шансы                      | Second Chances                        | Мелинда Юд                               |
| 1999      | тф  | Секретный путь                    | The Secret Path                       | Джо Энн Фоули                            |
| 1999      | с   | Бальзам для души                  | Chicken Soup for the Soul             | Кэйти                                    |
| 1999      | тф  | Смертельные Клятвы                | Lethal Vows                           | Даниэль Фэррис                           |
| 2000      | тф  | Оркестр Песчаного дна             | The Sandy Bottom Orchestra            | Рэйчел Грин                              |
| 2001      | кор | Табачная компания Большого листа  | The Big Leaf Tobacco Company          | Девушка №1                               |
| 2001      | с   | Комната Кошмара                   | The Nightmare Room                    | Алэксис Хэлл                             |
| 2001      | мтф | Царь горы                         | King of the Hill                      | голос безымянного персонажа              |
| 2001      | с   | Девочки Гилмор                    | Gilmore Girls                         | Лиза                                     |
| 2003      | с   | Семейка Осборнов                  | The Osbournes                         | камео                                    |
| 2003      | тф  | Люси                              | Lucy                                  | Молодая Люси Болл                        |
| 2003      | с   | Седьмое небо                      | 7th Heaven                            | Элис Миллер                              |
| 2004      | ф   | История золушки                   | A Cinderella Story                    | Браяна                                   |
| 2004      | с   | Сильное лекарство                 | Strong Medicine                       | Пэм                                      |
| 2004      | док | —                                 | The Nanny Reunion: A Nosh to Remember | камео                                    |
| 2006      | с   | 30 самых страшных моментов в кино | 30 Even Scarier Movie Moments         | камео                                    |
| 2006      | ф   | Воскресный поиск                  | Looking for Sunday                    | Триша                                    |
| 2006      | с   | 3 фунта                           | 3 lbs                                 | Кейси Мак                                |
| 2007      | с   | Говорящая с призраками            | Ghost Whisperer                       | Мэдди Штром                              |
| 2007      | с   | Анатомия страсти                  | Grey's Anatomy                        | Марисса                                  |
| 2007—2011 | с   | Californication                   | Californication                       | Миа Льюис, 1-4 сезоны, всего 28 эпизодов |
| 2008      | док | —                                 | Behind the Scenes of Legacy           | камео                                    |
| 2008      | кор | Пять или смерть                   | 5 or Die                              | Амелия                                   |
| 2008      | в   | Наследство                        | Legacy                                | Зои Мартин                               |
| 2008      | ф   | Впадины                           | Dimples                               | Френсис                                  |
| 2008      | ф   | Черта                             | Streak                                | Стелла                                   |
| 2009      | ф   | Коллекционер                      | The Collector                         | Джилл Чейси                              |
| 2008      | с   | —                                 | Last Call with Carson Daly            | камео                                    |
| 2009—2010 | с   | Герои                             | Heroes                                | Гретхен Берг                             |
| 2010      | ф   | Транс                             | Trance                                | Джессика                                 |
| 2010      | ф   | Моя любовная песня                | My Own Love Song                      | Билли                                    |
| 2010      | в   | Первые поцелуи                    | First Dates                           | Келли                                    |
| 2010      | с   | Мои парни                         | My Boys                               | Эшли                                     |
| 2011      | с   | Дорогой доктор                    | Royal Pains                           | Тоби Томпсон                             |
| 2011      | ф   | Счастливы вместе                  | The Family Tree                       | Митци Штейнбейчер                        |
| 2011      | мф  | Монстр в Париже                   | Un monstre à Paris                    | английский голос Мод                     |
| 2012      | ф   | Влияние озера                     | Lake Effects                          | Лили                                     |
| 2012      | ф   | Безумные глаза                    | Crazy Eyes                            | Ребекка                                  |
| 2012      | ф   | —                                 | Long Time Gone                        | Анни                                     |
| 2012      | ф   | Расставаясь с девушками           | Breaking the Girl                     | Алекс                                    |
| 2012      | тф  | —                                 | Gilded Lilys                          |                                          |
| 2012      | ф   | —                                 | Stuck                                 | Холли                                    |
| 2012      | с   | Дневники вампира                  | The Vampire Diaries                   | Шарлотта                                 |
| 2017      | с   | Твин Пикс                         | Twin Peaks                            | Трейси Барберато                         |
| 2019      | ф   | Скандал                           | Bombshell                             | Эби                                      |
| 2024      | ф   | Меган: К вашим услугам            | Subservience                          |                                          |

Исполняет песню «Anything You Can Do» в 21 серии 1 сезона сериала «Няня» (1994 год). В снимаемом на июль 2012 года фильме «Stuck» Зима выступает также в качестве исполнительного продюсера. Удостоена специальной благодарности в титрах фильма Goy (2011 год).

## Награды и номинации
Мэйделин Зима была трижды номинирована на премию YoungStar Award в 1995, 1997 и 1999 годах; все они за лучшую молодую актрису[прояснить] в комедийном телесериале «Няня».
Она также была тринадцать раз номинирована на премию «Молодой актёр»:
- 1993 — Лучшая молодая актриса до десяти лет в кинофильме «Рука, качающая колыбель»
- 1994 — Лучшая молодая актриса исполнительница главной роли в комедийном кино и лучший молодой коллектив в телесериале совместно с Бенджамином Солсбери[англ.] и Николь Том за сериал «Няня»

1995 — Лучшая молодая актриса как приглашённая телезвезда в сериале Закон и порядок, лучший молодой коллектив в телесериале совместно с Бенджамином Солсбери и Николь Том, лучшая актриса до десяти лет в кино и лучшая актриса до десяти в сериале, все они за сериал «Няня»
1996 — Лучшая молодая актриса в комедийном сериале «Няня»
1998 — Лучшая молодая актриса второго плана в комедийном сериале за сериал «Няня»
2001 — Лучшая молодая актриса исполнительница главной роли в драматическом кино за фильм «Оркестр Песчаного дна».